# Нийонсаба, Франсина
Франсина Нийонсаба (рунди , фр. и англ. Francine Niyonsaba) — бурундийская бегунья на средние дистанции, которая специализируется в беге на 800 метров. Чемпионка Африки 2012 года с результатом 1.59,11. На олимпийских играх 2012 года заняла 7-е место.
Победительница мемориала Ван-Дамма 2012 года с национальным рекордом — 1.56,59.
Серебряный призёр соревнований ISTAF 2012 года с результатом 1.58,78.
В 2019 году, после её квалификации на соревнования среди женщин IAAF, выяснилось, что Нийонсаба интерсекс и у неё кариотип 46,XY.